# Aksum
Aksum – starożytne królestwo, które istniało w latach 80 p.n.e. do 825 r., położone w północnej części dzisiejszej Etiopii i Erytrei. Jego stolicą było Aksum.
Rozwijało się dzięki kontaktom handlowym między Półwyspem Arabskim i Afryką, np. z królestwem Meroe, z którego sprowadzało m.in. kość słoniową, kauczuk, przyprawy korzenne i dostarczało je na szlaki handlowe. Z portu w Adulis przewożono towary do basenu Morza Śródziemnego, a także do Indii i na Cejlon. Okres świetności przeżywało w III-VI wieku – rozszerzyło swe granice w kierunku południowym i zachodnim i stało się jedną z potęg ówczesnego świata bliskowschodniego. W połowie IV wieku, w czasach panowania Ezany, Aksum przyjęło chrześcijaństwo za pośrednictwem kupców syryjskich. W tymże wieku podporządkowało sobie Kusz. O znaczeniu i bogactwie państwa świadczyła złota moneta bita przez Ezanę, początkowo ozdobiona nowiem i dwiema gwiazdami, następnie, po przyjęciu chrześcijaństwa, wyobrażeniem krzyża.

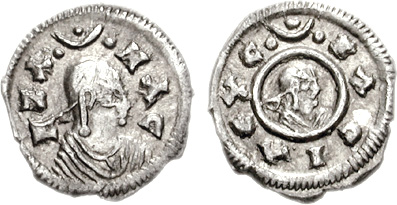
Złota moneta Ezany

W latach 20. VI wieku władca aksumski Kaleb, sprzymierzony z cesarzem bizantyńskim Justynianem I Wielkim przeciwko Himjarytom, podejmował dwukrotnie (523 i 525) próbę podboju Półwyspu Arabskiego, zapewniając Aksum do około 570 kontrolę nad jego południowymi terytoriami. Podjęta w tymże roku wyprawa w celu zdobycia Mekki zakończyła się niepowodzeniem Aksum i utratą jego wpływów na Półwyspie Arabskim na rzecz Persji.
Od VII wieku rozpoczął się stopniowy upadek Aksum, związany z ekspansją islamu i odcięciem państwa przez muzułmanów od szlaków handlowych, łączących Morze Śródziemne z Oceanem Indyjskim, oraz opanowaniem aksumijskiego wybrzeża Morza Czerwonego – wyspy Dahlak i zatoki Massaua przez Arabów. Aksum upadło ostatecznie w IX–X wieku.